# Daolasa
Daolasa (IPA: /daoˈlasa/) è una località del comune sparso di Commezzadura. Si trova sul territorio della frazione di Mestriago, adiacente alla parte di più recente costruzione del centro abitato della frazione di Almazzago.

## Geografia fisica

### Territorio
L'abitato di Daolasa si sviluppa a ridosso della sponda destra del Noce, lungo la strada che conduce alla frazione di Almazzago. Proprio il torrente la separa da Mestriago, la frazione di cui fa parte.

## Storia
Il nucleo abitato è attestato a partire dal XIII secolo come Aulasa. Per secoli la località è stata la più piccola del comune di Commezzadura, non ha mai raggiunto lo status di frazione.

## Economia

### Turismo
A partire dagli anni duemila è stata interessata da investimenti che l'hanno resa una rilevante area turistica. In particolare la realizzazione nel 2007 della telecabina Daolasa - Val Mastellina, che parte da 810 m s.l.m e arriva a 2040 m s.l.m. nel cuore del comprensorio sciistico di Folgarida-Marilleva, ha innescato lo sviluppo della zona, soprattutto dal punto di vista alberghiero. Daolasa è diventata inoltre centro rinomato a livello mondiale per le competizioni di mountain bike, avendo ospitato i Campionati del mondo per ben due volte, la prima nel 2008 e la seconda nel 2016.

## Infrastrutture e trasporti

### Ferrovie
A pochi metri dalla partenza della telecabina si trova la stazione di Daolasa della linea ferroviaria Trento-Malé-Mezzana. Il progetto è nato per creare un sistema intermodale di trasporti che permetta di diminuire il traffico stradale legato al turismo, soprattutto nel periodo invernale.